# Петър Пенчев (инженер)
Вижте пояснителната страница за други личности с името Петър Пенчев.
Петър Рашков Пенчев е български инженер, професор в областта на електроинженерството. Той е вторият ректор на ВМЕИ, Варна.

## Биография
Завършва средното си образование с техническо направление. Продължава образованието си в Държавната политехника, София. Датата 31 декември 1949 г. остава в историята, тъй като той става първият студент, завършил електроинженерство в страната. Защитава докторската си дисертация в Московския енергетичен институт през 1973 г.

## Кариера
Започва да работи като асистент в Държавната политехника. Работи във ВМЕИ, Варна от 1962 г. През следващите години катедра „Електрически машини и апарати“ постига големи успехи в своята област. Пенчев е ръководител на катедрата и неговите качества като ръководител са фактор за избора му за декан на Електротехническия факултет. От 1967 до 1973 г. е ректор на ВМЕИ във Варна, което го прави първия ректор с 2 последователни мандата в историята на висшето училище. Получава научна степен доктор на техническите науки през 1969 на тема Върху разсейването на трансформаторите.

## Признания
- Орден Кирил и Методий – Първа степен
- Доктор хонорис кауза – Технически университет София
- Почетен професор – Технически университет Варна

## Публикации
Автор е на над 250 научни публикации и 18 учебника, вкл. „Електрически апарати“ (учебник).